# Anders Hallengren
Anders Hallengren, född 19 juni 1950 i S:t Johannes församling i Stockholm, död 7 februari 2024, var en svensk författare och litteraturforskare.

## Biografi
Anders Hallengren var utbildad vid Harvard och Stockholms universitet. Han blev filosofie doktor på en avhandling om Ralph Waldo Emersons filosofi (The Code of Concord) 1994, docent 1999 och verksam vid Institutionen för Kultur och Estetik, Stockholms universitet. Redaktionschef på tidningen Parnass 1997–2003, ordförande i Stockholms Humanistiska Förbund 1997–2002, konsultativ litteraturredaktör vid Nobelstiftelsen 1999–2003,och vald till Swedenborg Society of Londons president 2011–2013, vice president 2013–2015. Prisbelönad av Svenska Akademien 2008 och 2023 och av Samfundet De Nios Särskilda pris 2017. Han bedrev forskning om Francesco Petrarca och senmedeltida litteratur inom ramen för de internationella forskningsprojekten Configurations of Desire in Premodern Literature och Fiction and Figuration in High and Late Medieval Literature och publicerade en Petrarcamonografi, Petrarca i Provence, år 2003. Hallengren blev även uppmärksammad internationellt för sina essäer på nobelprize.org, främst Nelson Mandela and the Rainbow of Culture, publicerad 11 september 2001.